# Конеляно
 Тази статия е за града в Италия.  За българския футболен отбор вижте ФК Конелиано (Герман).  
Конеляно (на италиански: Conegliano) е италиански град и община в провинция Тревизо, регион Венето, Североизточна Италия. По данни от преброяването към 30 април 2009 г. населението е 35 645 жители. Конеляно е известен с виното си, особено с пенливото просеко. В града се намира най-старото и престижно училище за винари в Италия.

## Родени в Конеляно
- Алесандро дел Пиеро (9 ноември 1974), футболист
- Джовани Батиста Чима (около 1460), художник, представител на Ренесанса
- Лука Дзая (27 март 1968), политик
- Марко Донадел (21 април 1983), футболист